# Роман Брикович
Рома́н Іванович Брико́вич (3 вересня 1900, с. Магдалівка, нині Скалатська міська громада, Тернопільський район, Тернопільська область — 26 березня 1977, м. Монреаль, Канада) — український громадський діяч, кооператор, педагог, військовик.

## Життєпис
Народився 3 вересня 1900 року в с. Магдалівці, нині Тернопільського району Тернопільської області, Україна.
Навчався в Тернопільській українській гімназії (1913—1914). У 1919 році отримав ранг підстарши́ни УГА. Закінчив Ягеллонський університет (Краків). Жив у с. Кривеньке (нині Чортківського району Тернопільської області). Викладав у вчительській семінарії у Львові, працював (до 1944) директор Повітового союзу кооперативів у м. Копичинці (нині Гусятинського району Тернопільської області). 1939 — в'язень радянської тюрми у Тернополі. 1944 року виїхав до Реґенсбурґа (Німеччина), де працював в управі табору та інших українських установах. У 1948 році емігрував до Канади (Монреаль).
Директор Курсів українознавства ім. митрополита Андрея Шептицького в Монреалі (1950—1976), голова Ради українських організацій за патріархат Української католицької церкви, відділу Ліги визволення України, член дирекції «Народної каси», ініціатор та організатор місцевих культурних і мистецьких імпрез.
Помер 26 березня 1977 року в Монреалі.